# Artur Józef Nowakowski
Artur Józef Nowakowski (także Józef Nowakowski, właśc. A. J. Nowak, ur. ok. 1850 w Krakowie, zm. 11 marca 1895 w Lublinie) – polski aktor teatralny, śpiewak operetkowy, dyrektor teatrów prowincjonalnych.

## Wczesne lata
Uczył się w Gimnazjum św. Anny w Krakowie.

## Kariera aktorska
W latach 1870–1874 występował w teatrze krakowskim. Był również zaangążowany do teatru lwowskiego (sez. 1874/1875) oraz do teatru poznańskiego (1876). Ponadto występował w zespołach teatrów prowincjonalnych: Piotra Woźniakowskiego (1872), Juliana Grabińskiego (sez. 1876/1877, 1885), Kazimierza Filleborna (1877/1878), Anastazego Trapszy (1879), Bolesława Kremskiego i Hipolita Wójcickiego (1879), Józefa Teksla (1885–1886), Karola Hoffmana i Józefa Głodowskiego (1887–1888), Lucjana Dobrzańskiego i Jana Reckiego (1888–1889, w tym zespole także reżyserował), a także w warszawskich teatrach ogródkowych: „Alhambra”, „Tivoli”, „Antokol”, „Arkadia”, „Eldorado” i „Belle Vue”. Wystąpił m.in. w rolach: Artura Lecoutelliera (Pan notariusz), Tadeusza Starży (Emigracja chłopska), Gustawa (Śluby panieńskie), Genia (Pan Damazy), Fogga (Podróż na około Ziemi), Passepartou (również Podróż naokoło Ziemi), Wiórka (Gałganduch czyli Trójka hultajska), Hrabiego Ponickiego (Żydzi), Menelausa (Piękna Helena), Kalchasa (również Piękna Helena) i Majora (Nitouche) i Mikado (Mikado).

## Zarządzanie zespołami teatralnymi.
Pierwszy zespół utworzył w 1881 r. i kierował jego działalnością w Przemyślu, Stanisławowie i Kołomyi. W latach 1882–1883 prowadził zespół teatralny wspólnie z Aleksandrem Myszkowskim. Zespół ten występował w: Lublinie, Radomiu, Nałęczowie i Kielcach (gdzie go rozwiązano). Po krótkiej przerwie zespół Aleksandra Myszkowskiego i Józefa Nowakowskiego wznowił działalność i występował w Piotrkowie oraz w Busku (1883–1884).

## Twórczość
W 1894 opublikował w "Gazecie Lubelskiej" cykl artykułów pt. "Sylwetki teatralne" (podpisane pseud. Mikado). Był też autorem opowiadania z życia t. prowincjonalnego pt. Córka Kamizoli.

## Życie prywatne
Jego żoną była śpiewaczka operowa i operetkowa Teresa Brzechffa.